# Musado

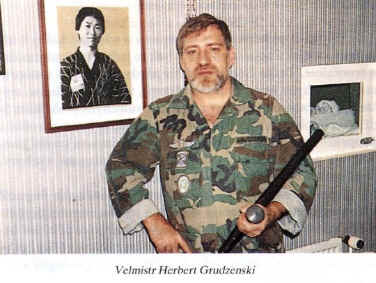
Herbert Grudzenski, velmistr a zakladatel bojového systému MUSADO

Musado je moderní bojový systém, který se dělí na dvě části: tradiční musado, určené pro civilní osoby a Musado MCS (Military Combat System) určené pro výcvik armády, policie a různých ozbrojených a mírových složek. V překladu musado znamená "Cesta moderního ochránce". Zakladatelem tohoto stylu byl Herbert Grudzenski (10. Dan) z Německa.

## Historie
Zakladatelem musada byl Herbert Grudzenski (1947–2012). Po mnoha letech tréninku různých bojových umění, převážně korejských, obdržel od svého hlavního učitele Kang-Byung Suna titul sulsa (v přeneseném významu „mistr a učitel“). Tento titul jej opravňoval zakládat vlastní školy a prosazovat vlastní styl výuky. Tak vzniklo musado. Začátkem devadesátých let založil světovou organizaci WMA – World Musado Association, která sdružuje všechny žáky a instruktory musada. Do roku 2012 bylo hlavní sídlo musada v Německu (Castrop-Rauxel) a velmistrem pro WMA byl pan Herbert Grudzenski. Dne 14. dubna 2012 převzal vedení WMA nejstarší žák Herberta Grudzenského, pan Oldřich Šelenberk (7. dan), toho dne se přesunulo velitelství WMA do České republiky. V současné době má WMA oficiální pobočky v Německu, Česku, na Slovensku a v Brazílii.
Tradiční musado vychází z tradičních korejských válečných umění a jeho kořeny sahají až k počátku našeho letopočtu. Vznik samotného stylu musado se datuje zhruba do období let 1968–1972.

## Technické stupně v tradičním musadu
Tradiční musado má 6 žákovských stupňů (1.–6. kup), které jsou barevně rozlišeny (viz tabulka níže). Na rozdíl od většiny bojových umění nemá válečník od začátku žádný pásek. Teprve po absolvování základního kurzu, který trvá 2 až 3 měsíce, je možnost dělat první zkoušky na bílý pás.
| stupeň | barva    | pás |
| 6. kup | bílá     |     |
| 5. kup | oranžová |     |
| 4. kup | žlutá    |     |
| 3. kup | zelená   |     |
| 2. kup | modrá    |     |
| 1. kup | hnědá    |     |
| 1. dan | černá    |     |

## Kodex cti válečníka musado
Musado mengse:
sagun i čchung – loajalita k vlastní zemi a k Zemi
sačchin i hjo – loajalita k optimálnímu učení musado a učiteli, úcta k rodičům
kjo u i sin – důvěra a bratrství s přáteli
imdžon mutchö – neustupovat v boji?
salseng i tchek – nikdy bezdůvodně nezabít

### Kjohun
Po složení přísahy by měl žák dodržovat tyto morální a etické zásady:
- in – lidskost
- ui – spravedlnost
- je – zdvořilost
- či – moudrost
- sin – důvěra
- suk – dobrotivost
- tuk – pravdivost
- čchung – věrnost
- jong – odvaha

## Musado Military Combat System

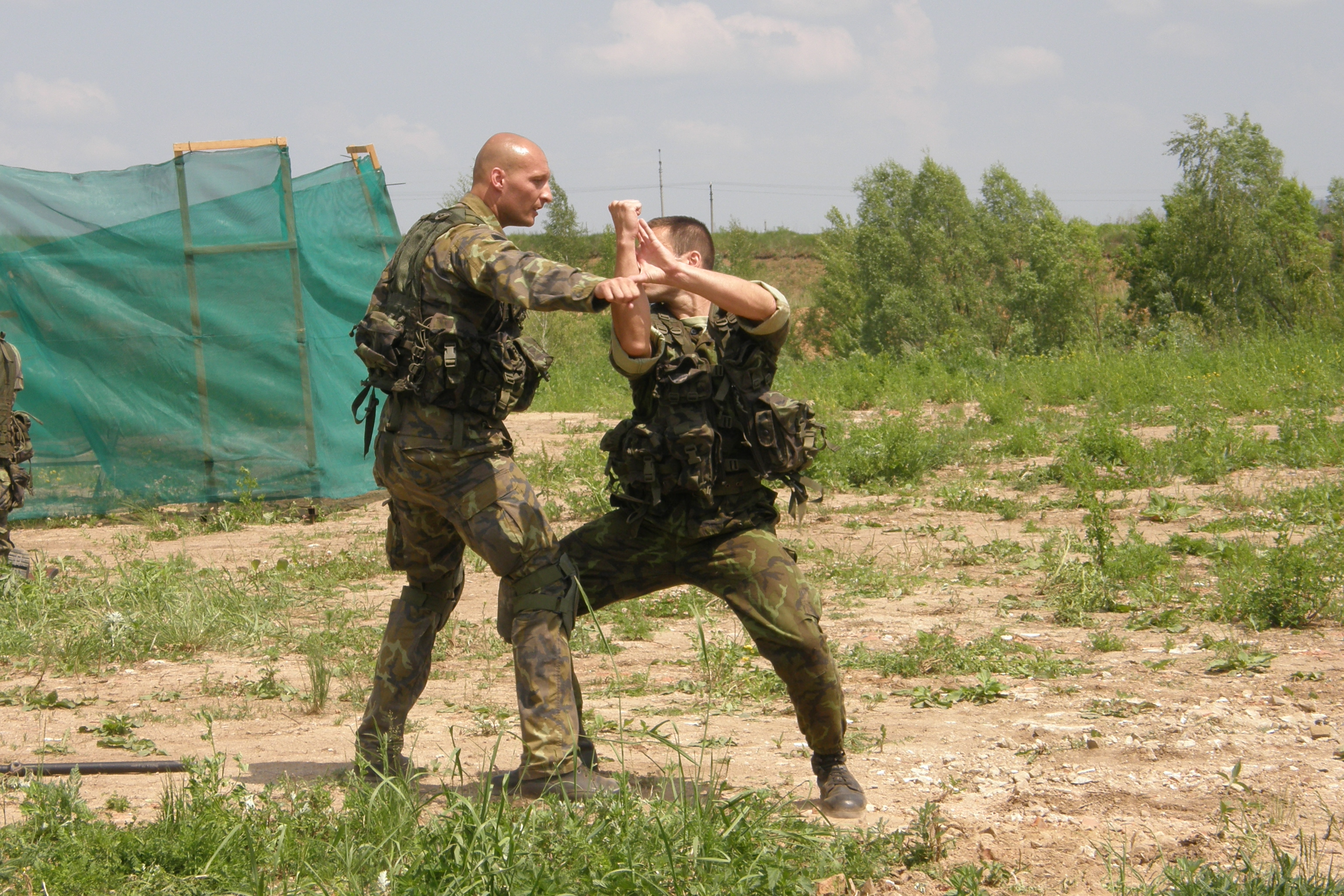
Vojenská ukázka bojového umění Musado

Musado MCS je vojenský bojový systém sebeobrany a boje zblízka, určený výhradně pro výcvik armády, policie a jiných bezpečnostních složek. Využívá se také při výcviku speciálních jednotek, např. jednotek hloubkového průzkumu, letectva, brigád rychlého nasazení a brigád OSN. Výcvikem povinně prochází většina vojáků Armády České republiky. V Armádě České republiky byl tento systém zaveden v roce 1993.
Musado MCS nemá pro boj zblízka žádná omezující pravidla. Svým širokým spektrem poskytuje mnoho technik a dovedností, a to se zbraní i beze zbraně.